# Kaka (Arizona)
Kaka es un lugar designado por el censo ubicado en el condado de Maricopa en el estado estadounidense de Arizona. En el Censo de 2010 tenía una población de 141 habitantes y una densidad poblacional de 210,19 personas por km².

## Geografía
Kaka se encuentra ubicado en las coordenadas 32°30′41″N 112°19′0″O / 32.51139, -112.31667. Según la Oficina del Censo de los Estados Unidos, Kaka tiene una superficie total de 0.67 km², de la cual 0.67 km² corresponden a tierra firme y (0%) 0 km² es agua.

## Demografía
Según el censo de 2010, había 141 personas residiendo en Kaka. La densidad de población era de 210,19 hab./km². De los 141 habitantes, Kaka estaba compuesto por el 0% blancos, el 0% eran afroamericanos, el 99.29% eran amerindios, el 0% eran asiáticos, el 0% eran isleños del Pacífico, el 0.71% eran de otras razas y el 0% pertenecían a dos o más razas. Del total de la población el 6.38% eran hispanos o latinos de cualquier raza.